# Nada Slavik
Nada Slavik, slovenska zdravnica okulistka in kirurginja, * 30. julij 1895, Trst, † 11. junij 1924, Trst.

## Življenje in delo
Rodila se je v znani tržaški družini pravnika in politika Edvarda in narodne delavke Antonije Slavik. Medicino je študirala v Gradcu, a je morala zaradi političnih pritiskov študij prekiniti, zato je med vojno nekaj časa prakticirala v ljubljanski splošni bolnišnici. Študij je končala leta 1920 v Pragi in po specializaciji iz okulistike delala v tržaški bolnišnici, kjer je opravila tudi več okulističnih kirurških posegov. Nekaj časa je skrbela tudi za brezplačno zdravniško oskrbo tržaških otrok na šoli Družbe svetega Cirila in Metoda. Nada Slavik je bila prva slovenska zdravnica v Trstu.